# Estádio Municipal de Benguela
Estádio Municipal de Benguela – stadion sportowy w Bengueli, w Angoli. Obiekt może pomieścić 6000 widzów. Swoje spotkania rozgrywa na nim drużyna Primeiro de Maio Benguela.